# Anamaduwa Division
Anamaduwa Division är en division i Sri Lanka.   Den ligger i distriktet Puttalam District och provinsen Nordvästprovinsen, i den centrala delen av landet, 110 km norr om huvudstaden Colombo. Antalet invånare är 38 171.